# Prusim (przystanek kolejowy)
Prusim – przystanek kolejowy w województwie wielkopolskim w Polsce.